# لاري سميث (محامي)
لاري سميث (بالإنجليزية: Larry Smith) هو لاعب كرة قدم أمريكية ومحامي أمريكي، ولد في 2 سبتمبر 1947 في تامبا في الولايات المتحدة.

## وصلات خارجية
- لاري سميث على موقع مرجع كرة القدم المحترفة.كوم (الإنجليزية)